# Francisco Merino Rábago
Francisco Merino Rábago (* 20. März 1920 (nach anderen Angaben: 1919) in Irapuato, Bundesstaat Guanajuato; † 25. November 1994 (nach anderen Angaben: 1. November 1994 in Mexiko-Stadt)) war ein mexikanischer Politiker der Partido Revolucionario Institucional (PRI), der unter anderem zwischen 1976 und 1982 Minister für Landwirtschaft und Bewässerung (Secretario de Agricultura y Recursos Hidraúlicos) war.

## Leben
Merino Rábago nahm nach dem Schulbesuch 1936 eine Tätigkeit bei der Banco Nacional de Crédito Ejidal, SA auf und war zwischen 1954 und 1956 Leiter der dortigen Kredit-Abteilung sowie im Anschluss zwischen 1956 und 1958 stellvertretender Direktor dieser Bank. Nachdem er von 1958 bis 1959 Berater des damaligen Landwirtschaftsministers Julián Rodríguez Adame war, kehrte er zur Banco Nacional de Crédito Ejidal, SA zurück und war zwischen 1959 und 1965 abermals Leiter der dortigen Kredit-Abteilung sowie später von 1968 bis 1970 erneut stellvertretender Direktor dieser Bank, ehe er zwischen 1970 und 1972 als Generalbevollmächtigter der Banco Nacional de Crédito Ejidal, SA fungierte. Nachdem er zwischen 1972 und 1974 Manager der Filiale der Banco Nacional de Crédito Ejidal, SA in La Laguna sowie 1975 im Bundesstaat Michoacán war, war er 1975 kurzzeitig erst stellvertretender Generaldirektor sowie anschließend zwischen 1975 und 1976 Generaldirektor der aus der Banco Agrícola, Banco Agropecuario und der Banco Nacional de Crédito Ejidal entstandenen Banco Nacional de Crédito Rural.
1976 übernahm Merino Rábago den Posten als Minister für Landwirtschaft und Bewässerung (Secretario de Agricultura y Recursos Hidraúlicos) in der Regierung von Staatspräsident José López Portillo und hatte diesen bis zum Ende von López Portillos Amtszeit 1982 inne. 1982 war er für einige Zeit Generaldirektor der Nationalen Saatgut-Gesellschaft PRONASE (Productora Nacional de Semillas). Zuletzt war er zwischen 1988 und seinem Tode 1994 Generaldirektor der Nationalen Obst-Kommission CONAFRUT (Comisión Nacional de Fruticultura) sowie zugleich Berater des damaligen Ministers für Landwirtschaft und Bewässerung, Carlos Hank González, der ihn 1989 auch zum Unterstaatssekretär berief.